# Brock
Brock de Ciudad Plateada (タケシ?  Takeshi en japonés) es un personaje del anime y de los juegos Pokémon.

## Información del personaje
Originalmente era el líder del gimnasio en la Ciudad Plateada (Pewter), especializado en Pokémon del tipo roca. A pesar de su destreza como líder del gimnasio, Brock aspira a ser el mejor criador Pokémon, cosa que no puede hacer debido a que tiene que cuidar a sus hermanos debido a que su padre abandonó el hogar. Brock decide unirse a Ash cuando este lo vence en el Gimnasio, ya que su padre decide volver para cuidar a sus hermanos.
Brock entonces acompaña a Ash en su viaje siendo una especie de consejero (podría decirse hasta hermano mayor) ya que siempre lo vemos dándole consejos de como entrenar a sus Pokémon. Y cuando Misty se une a ellos es además quien trata de poner en paz a estos muchachos que cada vez discuten por tonterías, de modo que funge de pacificador cuando ello ocurre. Es muy astuto con los Pokémon (conoce bastantes estrategias de combate), también es muy buen chef (cocina bastante bien) y gusta también de los quehaceres domésticos (según él le recuerdan mucho su casa), pero su punto débil son las chicas de las cuales se enamora locamente. Siempre que ve una chica (aun si es mayor que él) la toma como el amor de su vida (normalmente alguna Oficial Jenny o Enfermera Joy), y siempre alguien le tiene que estar tirando de la oreja para calmarlo, ya sean Misty en las primeras temporadas del anime, Max, el hermano de May o Croagunk, uno de sus Pokémon en Sinnoh. Generalmente el tirón de orejas es realizado para que no pase por la humillación de ser rechazado, aunque eso es algo que ocurrirá de todas maneras. Una excepción quizá pudo ser Lucy, el cerebro del pico de batalla que se sonrojaba cuanto él le cortejaba, Olivia, la Kahuna de la Isla Akala en la región de Alola, a la que le pasaba lo mismo, o la Profesora Philena/Felina Ivy, sin embargo, nunca se sabe qué pasó allá en las Islas Naranja ya que cada vez que mencionan a Brock ese asunto se coloca en posición fetal diciendo: "¡No mencionen ese nombre!".
Brock es un chico de pelo oscuro y de punta, su tez es morena y sus ojos parece que son permanentemente cerrados, lo cual probablemente sea hereditario ya que tanto su padre como sus hermanos poseen el mismo rasgo. Cada vez que ve a una chica se enamora locamente, claro este nunca es correspondido. Y recientemente un gag recurrente es que cuando el Equipo/Team Rocket comete sus fechorías y huye cuando están en un evento cualquiera, dejan a Brock para que entretenga a la audiencia mientras tanto, haciéndolo vestir con un sombrero de ala ancha, bigotes falsos y un traje de rumbero con maracas incluidas, ganándose primero el aplauso del respetable público pero después las rechiflas del mismo. Su Pokémon Ludicolo y el Corphish de Ash Ketchum lo asisten en su cometido.
Tras el regreso de Sinnoh, Brock decide no acompañar a su amigo Ash hasta Pueblo Paleta (y por extensión a su siguiente viaje), para seguir su propio camino para convertirse en doctor Pokémon, desapareciendo del anime, hasta la serie Sol y Luna, en donde Ash y sus amigos van de visita a Kanto, siendo Misty y él sus guías. Más adelante, los líderes viajan a Alola, y los chicos les regresan el favor.
Brock reaparece en la serie de 4 episodios especiales "Arceus, el llamado Dios", donde se reveló que estaba trabajando en el Centro Pokémon de Ciudad Oreburgh/Pirita en Sinnoh en ese momento, con Croagunk y Blissey como sus asistentes. Más tarde se unió a Ash, Dawn y Goh para ayudar a detener el plan del Equipo Galáctico/Galaxia de abrir un agujero en el espacio-tiempo para recuperar a Cyrus/Helio.
El nombre de Brock se debe a la palabra "rock", el inglés para "roca", y también su tipo de Pokémon preferido.

## Pokémon que posee/ha poseído

### Equipo actual
- Bonsly → Sudowoodo: Capturado en una academia ninja Pokémon, era solo un bebé posteriormente en Sinnoh evoluciona.
- Croagunk: Capturado en Sinnoh, este Pokémon golpea con el ataque "puya nociva" a Brock siempre que corteja a una chica.
- Huevo → Happiny → Chansey → Blissey: Nació del huevo que ganó en un concurso de disfraces en Sinnoh.
- Comfey: Le fue regalado por la enfermera Joy de Melemele como muestra de agradecimiento por la ayuda de Brock en el Centro Pokémon.

### Pokémon que Brock ha dejado en casa o el gimnasio
- Onix → Steelix ↔ Mega Steelix: Pokémon inicial que le dio su padre. Durante su estancia en Hoenn, lo deja con su hermano menor Forrest, quien estaba a cargo del gimnasio, el cual lo evoluciona. Vuelve a formar parte del equipo de Brock en Alola, y se revela que puede megaevolucionar.
- Geodude: Lo ha tenido desde el principio de la serie.
- Zubat → Golbat → Crobat: Lo atrapó antes de entrar al Monte Luna, evoluciona dos veces en Johto.
- Lotad → Lombre → Ludicolo: Se une a él en Hoenn, al ver que es una buena persona, evoluciona en Lombre misteriosamente al caer en un pozo, finalmente en Ludicolo con una Piedra Agua.
- Pineco → Forretress: Lo atrapa en las montañas de Ciudad Azalea con una Rapid Ball.
- Mudkip → Marshtomp: Se encariña con él en Pueblo Dewford/Azuliza.

### Regalados
- Charmander (a Ash): Era el Pokémon de otra persona, a este lo abandonaron y Ash y Brock lo encontraron en medio de una tormenta, Brock cuidó de él y Ash hizo que su cola no se apagase. Ash le dice a Brock que se lo quede, pues él lo cuidó, pero este no acepta porque Ash lo salvó de la muerte, entonces Ash se lo quedó y es actualmente un Charizard.
- Tauros (a Ash): Se lo da a Ash para que gane la apuesta del Equipo/Team Rocket.

### Devueltos
- Vulpix (a Suzy): Se lo presta Susy para que lo crie un tiempo, luego se lo regresa en el capítulo 12 de la cuarta temporada (Campeones de la Liga Johto): ¡La belleza y el Criador!

## En el juego
Brock aparece en las ediciones Roja y Azul (al igual que sus remakes Fuego Rojo y Hoja Verde) y en la versión Amarilla de los juegos Pokémon correspondientes a la primera generación. Brock es el líder del gimnasio de Ciudad Plateada (Pewter City) y se especializa en Pokémon del tipo Roca. Tiene un Geodude Nv. 12 y un Onix Nv. 14. y ambos son Pokémon del tipo Roca/Tierra, por lo que un ataque de Agua o Planta será fulminante contra ellos, así que si elegiste a Squirtle o a Bulbasaur esta batalla será pan comido. Si elegiste a Charmander es probable que las veas negras contra él, así que se recomienda usar un buen Pokémon para darle problemas de estado a los Pokémon de Brock (Butterfree con Confusión por ejemplo), o usar ataques del tipo lucha (un Mankey serviría). En las versiones Fuego Rojo y Hoja Verde puede complicarse aún más ya que sus Pokémon saben el ataque Tumba Rocas, que reduce la velocidad del oponente, así que además de los anteriores el Charmander con Garra Metal puede servir.
Vuelve a aparecer en las ediciones Oro, Plata y Cristal de los juegos Pokémon correspondientes a la segunda generación. En esta oportunidad tiene a Graveler Nv. 41, Rhyhorn Nv. 41, Omastar Nv. 42, Ónix Nv. 44, Kabutops Nv. 42. Todos ellos caen ante ataques del tipo Planta, y Agua también puede ayudar. En los remakes se revela que tiene fósiles por ir a ayudar un arqueólogo a encontrarlos en Mt. Moon.
Vuelve a aparecer en las ediciones remakes Pokémon Oro HeartGold y Pokémon Plata SoulSilver de Nintendo DS. Es la misma historia que Pokémon Oro, Plata y Cristal siendo el líder de Gimnasio Plateada con Graveler, Onix, Kabutops, Omastar y Rhyhorn. Luego de haberlo derrotado él te ofrecerá un intercambio, su Rhyhorn por un Bonsly. Independientemente intercambies o no lo podrás llamar para la revancha y él estará en la Cueva Diglett y usará a Golem, Kabutops, Omastar, Onix, Relicanth y Rampardos.

## En el manga
En el manga, Brock fue retado y derrotado por Rojo, a quien cedió su medalla, y luchó contra el Equipo/Team Rocket en Ciudad Azafrán. En la segunda temporada buscó a Rojo en el Mt. Moon. En la tercera participó en el torneo entre líderes de Johto y Kanto, en el cual fue vencido por Yasmina.
- Datos: Q864918
- Multimedia: Brock (Pokémon) / Q864918